# مايك وود (لاعب كرلنغ)
مايك وود هو لاعب كرلنغ كندي، ولد في 4 سبتمبر 1968 في فيكتوريا في كندا.